# Mauricio Mejía
Mauricio Mejía Zapata (Envigado, Antioquia, Colombia, 25 de enero  de 1974) es un actor colombiano.

## Biografía
Cuando Mauricio Mejía alcanzó la mayoría de edad trabajó como obrero en Ecopetrol (en la ciudad de Barrancabermeja), mientras construía su futuro como actor. Cuatro años más tarde, Ilegó a Tocancipá (municipio cercano a Bogotá) para instalar unas redes de acueducto como empleado de una empresa constructora. Fue ahí donde tomó su decisión más importante: cambiar el rumbo de su vida. En 2008 se quedó en la capital del país, donde no tenía ningún conocido, y se matriculó en la escuela de actuación.
Su vinculación a la televisión fue rápida. Participó en capítulos de Así es la vida, Historias de hombres solo para mujeres y Juegos prohibidos, telenovela en la que interpretó a Walter, un empresario cartagenero.

Cuando me llamaron para hacer el casting realicé una pequeña propuesta, basado en lo que percibía del jefe máximo de las autodefensas; apoyé mi investigación en entrevistas realizadas en radio y televisión a Carlos Castaño Gil; me leí dos o tres libros que estaban en el mercado sobre el conflicto armado y la vida de este cabecilla. Internet fue para mí un instrumento clave porque me permitió entrar al mundo del personaje y poderlo exteriorizar. En cuanto a los gestos, estudié mucho las entrevistas que le hicieron en televisión, para copiarlos. También las repetí muchas veces para adoptar la voz y su vocalización. En 15 días, tuve a punto el personaje.
Mauricio Mejía en una entrevista de TVyNovelas.

Aunque en El cártel su nombre es Adolfo Aguilar, en realidad los televidentes lo asociaron muy rápido con Carlos Castaño (1964-2004). Este actor antioqueño ahora tiene una ventaja, porque le tocó uno de los retos más difíciles de cualquier actor: caracterizar a un personaje que sigue vivo en la memoria del público.

## Filmografía

### Televisión
| Año       | Título                                | Personaje                   |
| --------- | ------------------------------------- | --------------------------- |
| 2025      | Manes                                 | Jairo Mejía                 |
| 2023-2024 | Rigo                                  | Pedro Durango               |
| 2022      | Leandro Díaz                          |                             |
| 2022      | Goles en contra                       | Pablo Escobar               |
| 2022      | Te la dedico                          |                             |
| 2022      | Arelys Henao: canto para no llorar    | Uriel Osorio                |
| 2021      | Lala's Spa                            |                             |
| 2021      | La reina del flow 2                   | Director Julio Corso        |
| 2020      | Verdad oculta                         | Mil Caras                   |
| 2020      | Operacion Pacifico                    | Salvador                    |
| 2020      | Decisiones: Unos ganan, otros pierden | David                       |
| 2019      | Más allá del tiempo                   | Dr. Zuleta                  |
| 2019      | Bolívar                               | Juan José Rondón            |
| 2019      | El final del paraíso                  | Carlos Jaramillo            |
| 2019      | Las muñecas de la mafia 2             | Coronel Ignacio Mantilla    |
| 2019      | El Barón                              | Pablo Escobar               |
| 2018-2019 | Loquito por ti                        | Macana                      |
| 2018      | Sin senos sí hay paraíso              | Carlos Jaramillo            |
| 2018      | Garzón                                | Carlos Castaño Gil          |
| 2017      | El Chapo                              | Pablo Escobar               |
| 2017      | Pambelé                               | Cachao                      |
| 2017      | No olvidarás mi nombre                | Climaco Segovia Atehortua   |
| 2016-2017 | La ley del corazón                    | Darío Muthis                |
| 2016      | Pasada de moda                        | Felipe                      |
| 2016      | Narcos                                | Carlos Castaño              |
| 2015      | La tusa                               | Participación segundario    |
| 2015      | Celia                                 | Participación segundario    |
| 2014      | La viuda negra                        | Pablo Escobar (joven)       |
| 2014      | Fugitivos                             | Pastor                      |
| 2013-2014 | El día de la suerte                   | Leonelo Álvarez             |
| 2013      | La Prepago                            | Luis                        |
| 2012-2013 | Casa de Reinas                        | Felipe "Pipe" Daza          |
| 2012-2013 | Corazones blindados                   | Teniente Enrique Espinosa   |
| 2012      | Escobar, el patrón del mal            | Pablo Escobar (joven)       |
| 2011-2012 | El man es Germán                      | Marco Antonio               |
| 2010-2011 | Ojo por ojo                           | Álvaro                      |
| 2010-2011 | Chepe Fortuna                         | Felipe "Pipe" Daza          |
| 2010      | Rosario Tijeras                       | Nemesio                     |
| 2008-2010 | Oye bonita                            | Capitán Castillo            |
| 2008      | Aquí no hay quien viva                | Notario (1 episodio)        |
| 2008      | El cartel de los sapos                | Adolfo Aguilar 'El Halcón'  |
| 2006      | Sin tetas no hay paraíso              | Lambón (escolta de Cardona) |
| 2005-2006 | Juegos prohibidos                     | Walter                      |

## Reality
| Año  | Título                                        | Rol          | Canal              | Nota                  |
| ---- | --------------------------------------------- | ------------ | ------------------ | --------------------- |
| 2023 | Duro contra el mundo                          | Participante | Canal RCN          |                       |
| 2014 | Desafío 2014: Marruecos, las mil y una noches | Participante | Caracol Televisión | Finalista 3.º puesto) |

## Cine
| Año  | Título                    | Personaje        | Nota |
| ---- | ------------------------- | ---------------- | ---- |
| 2017 | Barry Seal: American Made | Pablo Escobar    |      |
| 2015 | La semilla del silencio   | José Aristizabal |      |
| 2012 | Carrusel                  | Gabriel Hoyos    |      |

## Premios y nominaciones

### Premios Tvynovelas
| Año  | Categoría                       | Telenovela o Serie | Resultado |
| ---- | ------------------------------- | ------------------ | --------- |
| 2013 | Mejor actor antagónico de serie | Casa de reinas     | Nominado  |